# Cherry Spring
Cherry Spring è una comunità non incorporata degli Stati Uniti d'America situata nella contea di Gillespie dello Stato del Texas.
Si trova sul Cherry Spring Creek, che corre da nord di Fredericksburg a Llano.